# 33762 Sanjayseshan
33762 Sanjayseshan è un asteroide della fascia principale. Scoperto nel 1999, presenta un'orbita caratterizzata da un semiasse maggiore pari a 2,7407518 UA e da un'eccentricità di 0,0773285, inclinata di 3,94971° rispetto all'eclittica.